# Rutgers-universiteit
De Rutgers-universiteit (Rutgers, The State University of New Jersey of Rutgers University) is de grootste openbare universiteit in de Amerikaanse staat New Jersey. De universiteit werd opgericht als het Queen's College in 1766, en behoort tot de acht oudste universiteiten van de Verenigde Staten. De universiteit heeft vestigingen in New Brunswick, Piscataway Township, Camden en Newark.
Rutgers was oorspronkelijk een particuliere universiteit verbonden met de Nederduits Gereformeerde Kerk, en liet alleen mannelijke studenten toe. Tegenwoordig is het een openbare universiteit en onderzoeksuniversiteit. De universiteit kreeg officieel de titel staatsuniversiteit van New Jersey door besluiten van de wetgevende vergadering van New Jersey 1945 en 1956. De campus bij Newark maakte oorspronkelijk deel uit van de Universiteit van Newark, die in 1946 fuseerde met Rutgers. De campus bij Camden ontstond in 1950 als onderdeel van het College of South Jersey.
De universiteit biedt meer dan 100 masteropleidingen en zo'n 80 doctoraatsopleidingen en professionele opleidingen. De universiteit telt 175 academische departementen en 29 scholen en colleges.

## Bekende hoogleraren
- Catherine Murphy, realistische schilderkunst,
- Milton Friedman, econoom